# سهم الماء الملتبس
سهمية ملتبسة (الاسم العلمي:Sagittaria ambigua) هي نوع من النباتات تتبع جنس السهمية من الفصيلة المزمارية.